# 高松東警察署
高松東警察署（たかまつひがしけいさつしょ）は、香川県警察が管轄する警察署の一つである。

## 概要
高松市東部と木田郡三木町の全域を管轄する警察署で、管内人口は2010年4月1日時点で6万6437人。名称には「高松」を冠しているが、高松西署と同じく署は高松市内に位置していない。管内は高松市のベッドタウンとして住宅地が増加している地域であり、その反面旧来の農村地帯も存在する地域である。

### 所在地
- 香川県木田郡三木町大字平木56番地4

### 管轄区域
- 高松市
  - 前田地区、川添地区、川島地区、十河地区、西植田地区、東植田地区
- 木田郡三木町

## 沿革
- 1954年（昭和29年）7月1日 - 香川県警察発足により香川県平井警察署となる。
- 1956年（昭和31年）1月1日 - 香川県三木警察署に改称。
- 1978年（昭和53年）4月1日 - 香川県高松東警察署に改称。

## 組織
- 警務課
  - 警務係
- 会計課
  - 会計係
- 生活安全課
  - 生活安全係
  - 警察安全相談係
- 地域課
  - 地域係
- 刑事課
  - 刑事係
  - 鑑識係
- 交通課
  - 指導・規制係
  - 交通捜査係
- 警備課
  - 警備係

## 交番・駐在所
| 節内の全座標を示した地図 - OSM |
| ------------------------------ |
| 節内の全座標を出力 - KML       |
| 表示                           |

| 名称       | 所在地                        | 座標                                  | 管轄区域                                     |
| 交番       | 交番                          | 交番                                  | 交番                                         |
| ---------- | ----------------------------- | ------------------------------------- | -------------------------------------------- |
| 川島交番   | 高松市川島東町284番地3        | 北緯34度16分37.7秒 東経134度5分36秒   | 高松市池田町、十河地区、川島地区             |
| 川添交番   | 高松市元山町948番地4          | 北緯34度18分32.2秒 東経134度5分7.3秒  | 高松市川添地区                               |
| 駐在所     |                               |                                       |                                              |
| 前田駐在所 | 高松市前田西町11番地9         | 北緯34度17分54.5秒 東経134度6分40.7秒 | 高松市前田地区                               |
| 植田駐在所 | 高松市西植田町1015番地1       | 北緯34度15分2.1秒 東経134度5分5.1秒   | 高松市東植田地区、西植田地区（池田町を除く） |
| 神山駐在所 | 木田郡三木町大字鹿庭1806番地4 | 北緯34度13分41.4秒 東経134度9分28秒   | 木田郡三木町大字奥山、大字鹿庭               |
| 井戸駐在所 | 木田郡三木町大字井戸2310番地4 | 北緯34度15分31秒 東経134度9分36.7秒   | 木田郡三木町大字井戸、大字上高岡             |
| 田中駐在所 | 木田郡三木町大字田中5123番地9 | 北緯34度14分38.4秒 東経134度7分19.6秒 | 木田郡三木町大字朝倉、大字小蓑、大字田中     |